# Pseudoacontias unicolor
Pseudoacontias unicolor — вид сцинкоподібних ящірок родини сцинкових (Scincidae). Ендемік Мадагаскару.

## Поширення і екологія
Pseudoacontias unicolor відомі за типовим зразком, зібраним в заповіднику Локобе на південному сході острова Нусі-Бе. Вони живуть у вологих рівнинних тропічних лісах, серед опалого листя.

## Збереження
МСОП класифікує цей вид як вразливий. Pseudoacontias unicolor загрожує знищення природного середовища.